# Joaquim Guitert i Fontserè
Joaquim Guitert i Fontserè (Barcelona, 1875 - Selva del Camp, Baix Camp, 1957) fou un metge i historiador català. Membre de la Reial Acadèmia d'Història. Primer president de l'Arxiu Bibliogràfic de Santes Creus.
El 1937 va salvar bona part de l'arxiu local de la Selva del Camp a les ordres d'Eduard Toda i Güell. Gràcies a la seva intervenció es va poder salvar la vida del cardenal Vidal i Barraquer amagat al monestir de Poblet a la revolta del juliol de 1936.
Entre les seves obres cal esmentar:
- Poblet, colección de curiosidades, leyendas y tradiciones, escrit el 1921 i publicat el 1937, un recull de fets, llegendes i tradicions de coses que haurien passat al monestir.[2]
- Real Monasterio de Santes Creus. Guía. Descripción. Fundación y destrucción del monasterio. Privilegios. Leyendas y tradiciones. Curiosidades. (Barcelona 1927)
- Les presons de Santes Creus (a la Revista del Centre de Lectura de Reus, 1929)
- Monasterio de Poblet, dins la col·lecció «Las Maravillas del Universo» (Barcelona, 1932)
- L'abat Dorda de Poblet i el monestir de Santes Creus durant la Guerra de Successió.
- Col·lecció de manuscrits inèdits de monjos del Reial Monestir de Santa Maria de Poblet (La Selva del Camp, 1948)
- Curiosidades, leyendas y tradiciones del Real Monasterio de Santes Creus (La Selva del Camp, 1954).
- Siete florones de una corona condal (Barcelona, 1956) junt amb Manuel Zamora Tiffon.